# فینال جام اتحادیه فوتبال انگلستان ۲۰۰۵
فینال جام اتحادیه فوتبال انگلستان ۲۰۰۵، رقابت پایانی جام اتحادیه فوتبال انگلستان در سال ۲۰۰۵ میلادی است که مابین دو تیم باشگاه فوتبال چلسی و باشگاه فوتبال لیورپول در ورزشگاه میلنیوم کاردیف برگزار شده‌است.
این مسابقه که در تاریخ ۲۷ فوریه ۲۰۰۵ انجام شده‌است با نتیجه 3 بر 2 به سود تیم باشگاه فوتبال چلسی به پایان رسید.